# William Reginald Hall

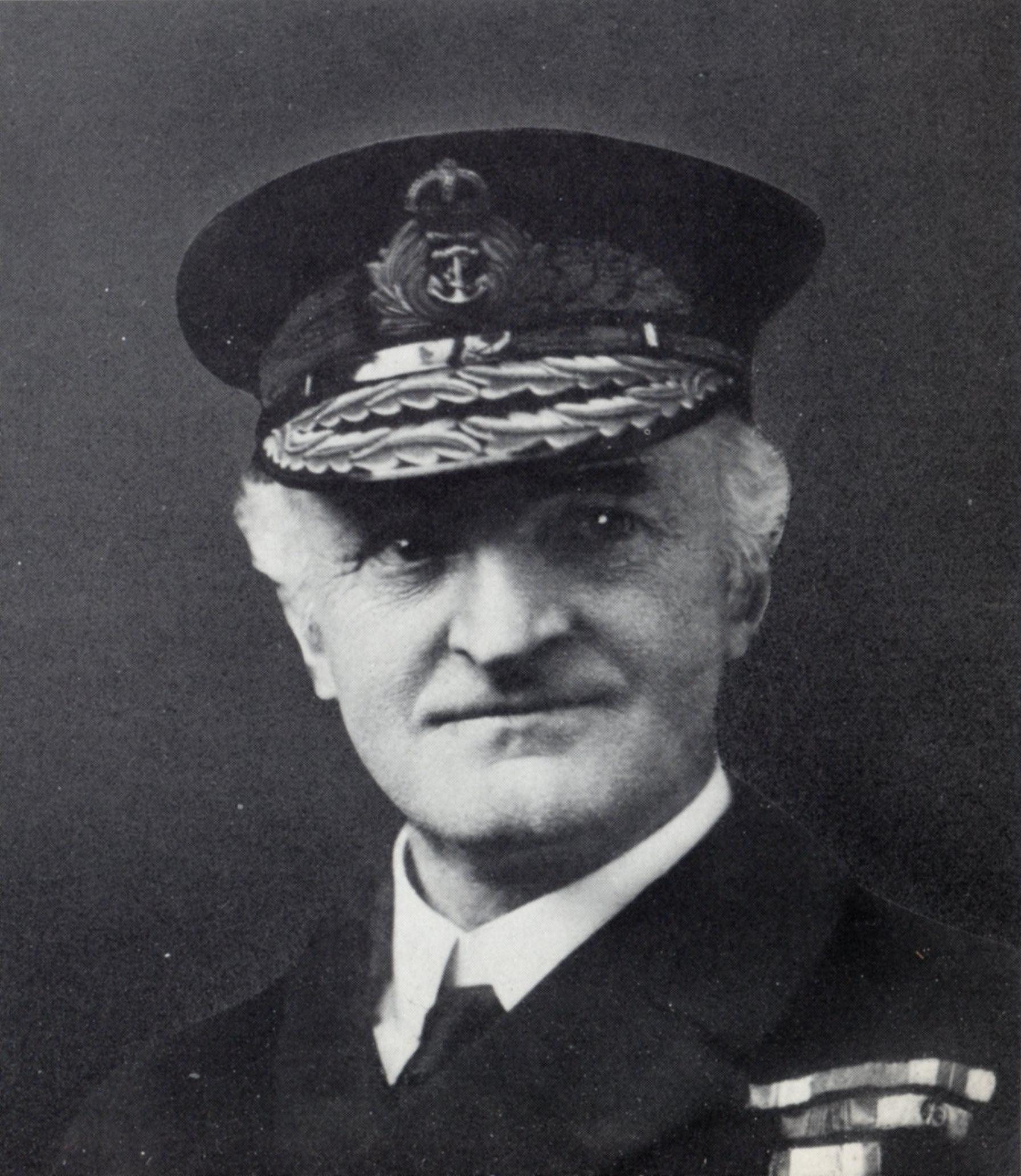
William Reginald Hall (1919)

Sir William Reginald Hall (* 28. Juni 1870 in Britford, Wiltshire; † 22. Oktober 1943 in London) war ein britischer Marineoffizier, zuletzt im Rang eines Admirals, und Politiker der Conservative Party. Aufgrund eines nervösen Augenleidens trug er den Spitznamen „Blinker“.
Im Ersten Weltkrieg war er von 1914 bis 1919 Leiter des Marinegeheimdienstes Naval Intelligence Division. Mit der Lancierung der Zimmermann-Depesche 1917 an US-amerikanische Behörden gelang ihm eine nachrichtendienstliche Operation, die in der neuesten Forschung als kriegsentscheidend angesehen wird, da sie zum Eintritt der USA in den Ersten Weltkrieg beitrug. Von 1919 bis 1923 sowie von 1925 bis 1929 war er Abgeordneter im britischen Unterhaus.

## Karriere

### Militärische Karriere
Hall war der Sohn von Captain William Henry Hall (1842–1895), dem ersten Direktor des britischen Marinenachrichtendienstes. William Reginald Hall trat 1884 offenbar als Seekadett in die Royal Navy ein. 1894 heiratete er Ethel de Wiveslie Abbey. 1905 wurde er zum Kapitän zur See befördert.
Offenbar 1907 übernahm Hall das Kommando über den Panzerkreuzer Cornwall, der als Schulschiff diente. Während der Auslandsreisen betrieb Hall militärische Aufklärung bzw. Spionage, so auch in Kiel, wo er Werftanlagen in Augenschein nahm. 1913 wurde er Kommandant des Schlachtkreuzers Queen Mary, mit dem er am 28. August 1914 an dem Seegefecht bei Helgoland teilnahm.

### Geheimdienstdirektor

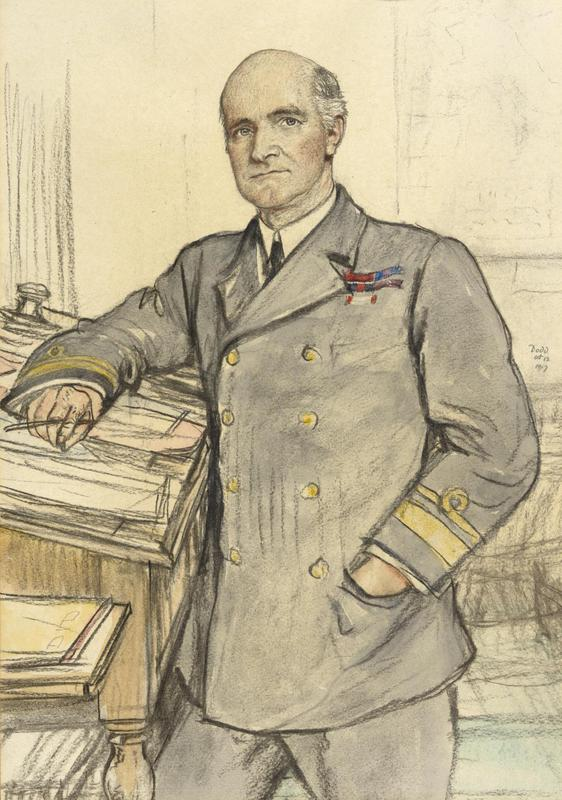
Zeichnung Halls aus dem Jahr 1917

Aufgrund seiner schlechten physischen Konstitution musste er den Dienst zur See aufgeben und wurde zwei Monate später, im Oktober 1914, zum Director of Naval Intelligence ernannt und war somit Chef des britischen Marinenachrichtendienstes, dem auch die Abhörabteilung Room 40 unterstand. Durch diese Tätigkeit trat er in engen Kontakt zu Vernon Kell vom MI5, Mansfield Smith-Cumming von MI6 und Basil Thomas (1861–1939) der Special Branch von Scotland Yard. Offenbar kam es bereits im Herbst 1914 zu einer Zusammenarbeit mit Thomas, als die amerikanische Jacht Sayonara mit Marinepersonal besetzt wurde und auf einer Reise entlang der irischen Westküste versuchte, bei illoyalen Iren Informationen über deutsche U-Boot-Basen zu erlangen.
Ende 1915 verhörte Hall in London den ehemaligen Kommandanten des deutschen Hilfsschiffs Rubens, Oberleutnant zur See der Reserve Carl Christiansen, der unter der Legende eines schwedischen Staatsbürgers versucht hatte, von Deutsch-Ostafrika aus nach Deutschland zurückzukehren, aber in Kapstadt abgefangen worden war. Christiansen war erstaunt über die nachrichtendienstlichen Kenntnisse Halls, vor allem, dass Hall bekannt war, dass er Kommandant der Rubens gewesen war.
Im Rahmen des Osteraufstands in Irland 1916 gelang es Room 40 bzw. Hall, die Spur des deutschen Hilfsschiffs Libau vor der irischen Küste aufzunehmen sowie Sir Roger Casement aufzuspüren, der von U 19 an der irischen Westküste angelandet worden war. Die Libau wurde durch HMS Bluebell gestellt; nach der Selbstversenkung des Hilfsschiffs wurde die gefangene Besatzung unter Karl Spindler  nach London verbracht und dort von Hall persönlich vernommen.
1917 wurde Hall zum Konteradmiral (Rear Admiral) befördert. In diesem Jahr gelang seiner Gruppe von Codebrechern (Nigel de Grey,  „Dilly“ Knox und William Montgomery) die Entzifferung der Zimmermann-Depesche und mit ihrer Zuspielung an US-amerikanische Behörden eine der erfolgreichsten nachrichtendienstlichen Operationen des Weltkriegs. Nach Boghardt führte nicht der deutsche uneingeschränkte U-Boot-Krieg zum Kriegseintritt der USA, sondern die Zimmermann-Depesche. Für diese Leistung wurde Hall 1918 als Knight Commander des Order of St Michael and St George zum Ritter geschlagen. Im Mai 1918 war Hall in die so genannte Deutsche Verschwörung (German Plot) in Irland involviert, die die Festnahme von zahlreichen Sinn-Féin-Mitgliedern zur Folge hatte.

### Politische Karriere
Im Januar 1919 wurde Hall auf eigenen Wunsch pensioniert, da er für die Conservative and Unionist Party als Nachfolger seines zum Lordkanzler ernannten Parteikollegen Lord Birkenhead um den frei gewordenen Sitz des Wahlkreises Liverpool-West Derby im House of Commons kandidierte. Er gewann die Wahl und wurde bei der regulären Wahl 1922 bestätigt. Im selben Jahr wurde er außer der Reihe zum Vizeadmiral befördert. Bei der vorgezogenen Parlamentswahl im Dezember 1923 verlor er den Sitz jedoch an den Kandidaten der Liberalen Partei. Angeblich war Hall 1924 in die Affäre um den sehr wahrscheinlich gefälschten „Sinowjew-Brief“ verwickelt, die seinerzeit als Ursache für den deutlichen Wahlsieg der Konservativen Partei bei der vorgezogenen Wahl 1924 und das Ende der ersten Labour-Regierung unter Ramsay MacDonald interpretiert wurde. Als durch die Erhebung George Lloyds zum Baron 1925 der Sitz des fest in konservativer Hand befindlichen Wahlkreises Eastbourne frei wurde, kandidierte Hall dort und wurde erneut zum Abgeordneten gewählt. 1926 erfolgte seine Beförderung zum Admiral. Bei der nächsten regulären Wahl 1929 trat er nicht erneut an, sein Nachfolger wurde Edward Marjoribanks.
Nach Ausbruch des Zweiten Weltkriegs trat Hall in die British Home Guard ein. Er starb 1943 in London eines natürlichen Todes.